# 칼 트루먼

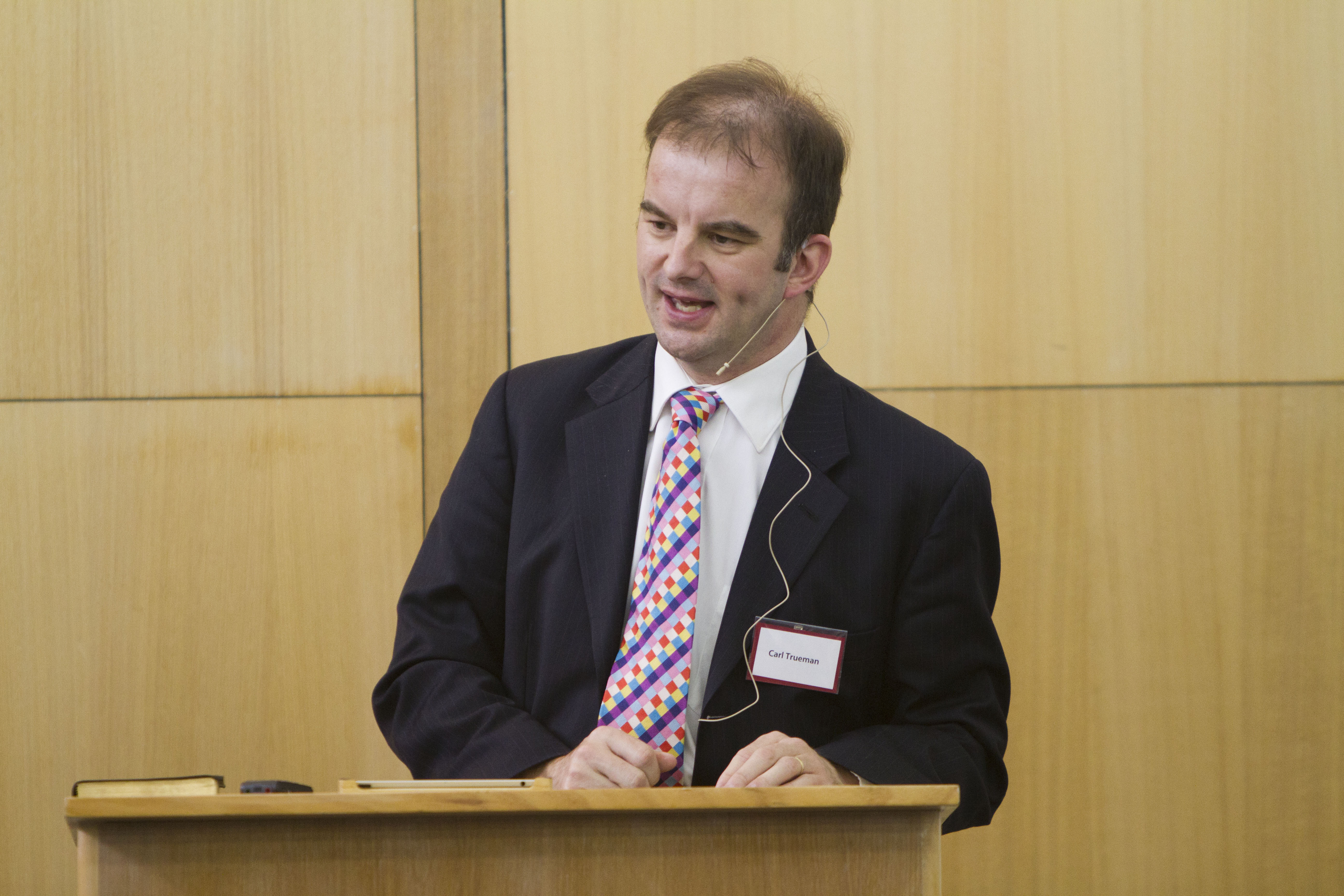
호주 멜버른에 있는 장로교신학 대학교에서 강의하는 칼 트루먼

칼 R. 트루먼 (Carl R. Trueman, 1967년)은 미국의 신학자이며, 웨스트민스터 신학교에서 역사신학 교수를 하다가, 2018년 가을학기부터는 그로브 시티 칼리지에 교수로 있다. 그는 스코틀랜드 애버딘 대학교에서 박사 학위를 취득하고 교회사 교수로서 애버딘 대학교와 노팅햄 대학교 등을 거쳐, 2001년부터 2018년 여름학기까지 웨스트민스터 신학교에서 교수를 하였다. 2019년 현재 그로브 시티 칼리지(Grove City College)에서 학부교수로 있다. 특히 청교도 신학자 존 오언에 대한 깊은 연구와 탁월한 가르침으로 정과 어거스틴과 루터, 칼빈 등 교회사 인물들에 관한 많은 논문과 저서를 발표하여 개혁파 정통주의 신학에 크게 기여하고 있다. 또한 그는 9년 동안 국제신학저널인 ‘Themelios’의 편집자로도 활약하였다.  블로그인 'Reformation21'에 정기적으로 투고하고 있다. 

## 주요 저서
- Histories and Fallacies: Problems Faced in the Writing of History ( Crossway,2010)
- John Owen: Reformed Catholic
- Renaissance Man
- Creedal Imperative
- Fools Rush in Where Monkeys Fear to Tread: Taking Aim at Everyone
- Republocat:  Confessions of a Liberal Conservative